# Bitwa pod Eutaw Springs
Bitwa pod Eutaw Springs została rozegrana 8 września 1781 roku na południowym brzegu jeziora Marion, około 60 kilometrów na północny zachód od Charleston w Karolinie Południowej pomiędzy rewolucyjnymi wojskami amerykańskimi i angielskimi.
Amerykański dowódca, generał-major Nathanael Greene z Armii Kontynentalnej, rezygnując z pościgu za oddziałami Charlesa Cornwallisa uchodzącymi w stronę Yorktown, skierował się do Karoliny Południowej celem likwidacji tamtejszych garnizonów brytyjskich. Pokonany 25 kwietnia pod Hobkirk’s Hill w pobliżu miejscowości Camden i zmuszony do odstąpienia od oblężenia ufortyfikowanej wioski Ninety-Six (w okresie od 22 maja do 19 czerwca bronionej przez 550 lojalistów), zdołał podjąć ponownie ofensywę we wrześniu i zaatakować siły brytyjskie stacjonujące pod Eutaw Springs, na starym szlaku komunikacyjnym łączącym Charleston z Columbią.
Bitwa toczyła się w większości na terenie wojskowego obozu brytyjskiego. Greene uformował swoje oddziały w dwie linie: pierwszą złożoną z milicji stanowych i drugą z kontyngentów Armii Kontynentalnej z Karoliny Północnej, Wirginii i Maryland. W trakcie wstępnego natarcia Brytyjczycy, w ataku na bagnety, przełamali linię milicji, czemu zaradził regularny oddział z drugiej linii, zmuszając Brytyjczyków do bezładnego cofania się na całej linii. Amerykanie posunęli się nieco naprzód i zajęli brytyjskie obozowisko, przy czym większość z nich zajęła się plądrowaniem namiotów i magazynów, co pozwoliło dowódcy brytyjskiemu na opanowanie sytuacji, odparcie ataku kawalerii amerykańskiej i wyparcie oddziałów Greene’a, które – nie ścigane – odeszły na północ.  
Starcie - ze względu na wysokość poniesionych strat - można uznać za nierozstrzygnięte, ale wobec faktu, że Brytyjczycy utrzymali plac boju, uważa się, że zostało przegrane przez Amerykanów. Niemniej jednak jego, między innymi, konsekwencją było cofnięcie się garnizonów brytyjskich i opuszczenie przez nie – wobec braku uzupełnień – mniejszych punktów oporu w terenie. W rezultacie na południu jedynie izolowane miasta Charleston i Savannah pozostały w rękach Brytyjczyków.
Na skutek bitew stoczonych przez Greene’a (wprawdzie co do jednej przegranych) zwycięstwo wyraźnie przechyliło się na stronę Amerykanów i odtąd wszędzie – nawet w stanach południowych – zdecydowanie panowali oni w terenie. W tym sensie Greene okazał się strategicznym zwycięzcą i współtwórcą amerykańskiej wiktorii w wojnie o niepodległość dawnych kolonii brytyjskich.